# 假斜方复叶耳蕨
假斜方复叶耳蕨（学名：Arachniodes hekiana）也称尾叶复叶耳蕨、天童复叶耳蕨、全缘斜方复叶耳蕨，为鳞毛蕨科复叶耳蕨属下的一个种。